# Michael Behrendt (Journalist)
Michael Behrendt (* 1969) ist Chefreporter der Berliner Morgenpost und leitet die Polizeiredaktion. Er bearbeitet die Bereiche Pädophilie, Kinderhandel und Rocker. Seit seinem 18. Lebensjahr schreibt er u. a. für BILD Berlin und die B.Z. Als Kriegsberichterstatter reiste er unter anderem nach Bosnien, Afghanistan, Ruanda und in den Libanon. Er lebt mit seiner Familie bei Berlin.
2011 erhielt Michael Behrendt mit Jens Anker, Joachim Fahrun, Uta Keseling, Anne Klesse und Daniel Müller (Berliner Morgenpost) den 1. Preis des Wächterpreises der deutschen Tagespresse (Stiftung „Freiheit der Presse“). Die Autoren „thematisierten als erste die sexuellen Missbrauchsvorgänge am Canisius-Kolleg in Berlin und lösten damit eine Welle weiterer Enthüllungen bundesweit dazu aus“.
2012 kam es zum Anfangsverdacht der Bestechung: Michael Behrendt soll einem Beamten beim Landeskriminalamt Berlin (LKA) Geld gegeben haben, um frühzeitig Tipps zu bekommen. Ein Verfahren wegen „Verdachts der Bestechung“ gegen Michael Behrendt und der „Bestechlichkeit“ gegen den Polizisten wurden eingeleitet. Die Wohnungen wurden durchsucht sowie auch der Arbeitsplatz des Journalisten in der Redaktion und das Büro des Beamten. Das Verfahren wurde im Oktober 2014 eingestellt.
Neben seiner Arbeit als investigativer Reporter betätigt sich Behrendt auch als Autor von Kriminalliteratur. Sein Buch Steinefresser erschien im November 2014 und wird dem Genre Hardcore-Thriller zugerechnet. Held der Geschichte, die der erste Teil einer Trilogie werden soll, ist der SEK-Polizist Wolf Schacht. Nach eigenen Angaben verarbeitet Behrendt in dem Roman zahlreiche ungelöste Fälle und Begebenheiten, die er durch seine Kontakte mit der Polizei recherchieren, aber nicht veröffentlichen konnte.
Ebenfalls 2014 erschien beim Piper Verlag sein Buch Vertuscht, verraten, im Stich gelassen – Ein Polizeireporter deckt auf über seine Arbeit als Journalist.

## Bücher
- Am Ende: Maria. Norderstedt, 2004, ISBN 978-3-8334-0492-4.
- Steinefresser: Schacht ermittelt, Dt. Levante-Verlag, Berlin 2014, ISBN 978-3-943737-17-2.
- Vertuscht, verraten, im Stich gelassen – Ein Polizeireporter deckt auf, Piper Verlag, München 2014, ISBN 978-3-492-30360-6.
- Die arabische Gefahr. Wie kriminelle Familienclans unsere Sicherheit bedrohen. Bastei Lübbe, Köln 2019, ISBN 978-3-7857-2661-7.

## Belege
1. ↑  Verfahren gegen Morgenpost-Reporter eingestellt, Berliner Morgenpost, 26. Oktober 2014, abgerufen am 7. Dezember 2014.
2. ↑  Deutscher Levante Verlag GmbH: Steinefresser auf YouTube, 6. November 2014, abgerufen am 25. Februar 2024 (Laufzeit: 3:47 min).

| Personendaten    | Personendaten                                                                              |
| ---------------- | ------------------------------------------------------------------------------------------ |
| NAME             | Behrendt, Michael                                                                          |
| KURZBESCHREIBUNG | deutscher Journalist, Chefreporter der Berliner Morgenpost und leitet die Polizeiredaktion |
| GEBURTSDATUM     | 1969                                                                                       |